# Скуловая имплантация Zygoma

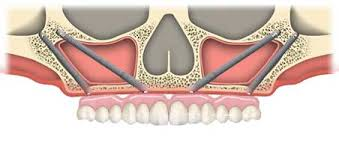
Иллюстрация 4-Zygomа (4-х скуловых имплантатов)

Скуловая имплантация Зигома (Zygoma) представляет собой передовой метод восстановления зубного ряда при полном или множественном отсутствии зубов на верхней челюсти. Этот метод включает вживление особых удлинённых имплантатов Zygoma (до 60 мм) в скуловую кость под определённым углом. Затем на эти имплантаты устанавливается несъёмный мостовидный протез. Имплантаты NobelZygoma являются запатентованной разработкой компании Nobel Biocare. Данная методика является одним из сложных видов имплантации и лишь несколько клиник в России получили официальный статус для проведения таких операций при сотрудничестве с Nobel Biocare.
Такой вид имплантации получил название от скуловой кости или Zygoma (от Ancient Greek: ζῠγόν, romanized: zugón, lit. 'yoke'/ от греческого ζύγωμα zygōma, что означает «болт, стержень», производного от ζυγο-, «ярмо, соединение».), которая является парной неправильной костью, формирующей переднюю и боковую части лица. Комплекс зигоматических костей играет важную роль в защите содержимого глазницы, а также в формировании контуров лица и щек.
Технология скуловой имплантации применяется при значительной атрофии кости верхней челюсти, когда стандартные методы протезирования невозможны. Для установки традиционных дентальных имплантатов требуется достаточный объём костной ткани, но в случае её дефицита и невозможности костной пластики применяется именно этот метод.

## История Zygoma
Имплантация в области скуловой кости для восстановления зубного ряда, была впервые введена доктором Пером-Ингваром Бранемарком, широко известным «отцом дентальной имплантологии». Он исследовал методы увеличения объёма костной ткани у пациентов с атрофией челюстей. В то время было признано, что традиционные имплантаты часто сталкивались с недостатком костной ткани, что требовало разработки новых решений. Бранемарку также приписывают исследования в области остеоинтеграции, которые произвели революцию в технологии зубных имплантатов.
- Начальная разработка: Скуловые имплантаты были разработаны профессором П. И. Бранемарком в 1988 году как альтернатива для реабилитации пациентов с серьёзными недостатками верхней челюсти, вызванными операциями по удалению рака или травмами. Этот метод использовал скуловую кость для поддержки имплантатов, чтобы избежать необходимости в обширной костной пластике. Ключевым прорывом стало понимание, что скуловая кость, находящаяся рядом с верхней челюстью, является богатым источником костной ткани, доступным через полость рта.[2][3]
- Первая публикация: В 1998 году Бранемарк опубликовал возможность использования скуловых имплантатов для реабилитации пациентов с недостаточной костной структурой в верхней челюсти, что ознаменовало начало нового этапа в имплантационной стоматологии.[3]
- Интрасинусная техника (фото А): Изначальная техника, предложенная Бранемарком, включала установку имплантата полностью внутри гайморовой пазухи, что позднее показало проблемы с нёбным выходом имплантата.[3] Первоначальная техника заключалась в прикреплении имплантатов к середине скуловой кости, а затем в их выведении через пазуху и наружу через твёрдое небо. Чтобы пройти через полость пазухи, мембрана пазухи была отредактирована, чтобы обеспечить возможность прохождения имплантата. Эта техника вызвала проблемы с комфортом, фонетикой и гигиеной. Не говоря уже о том, что непосредственно пострадала и полость пазухи.
- Синус-слотовая техника (фото В): В 2000 году Стелла и Уорнер внесли некоторые изменения в оригинальную технику Бранемарка. Их техника создавала слот в стенке гайморовой пазухи для бокового размещения имплантата, что позволило улучшить результаты хирургического вмешательства.[4] Этот слот позволял скуловым имплантатам проходить через полость пазухи, не затрагивая, однако, мембрану пазухи. Вместо этого имплантат будет двигаться параллельно полости пазухи, а не сквозь нее. Эта техника также позволила упростить установку имплантатов, поскольку в ней использовался больший вертикальный угол, чем в исходной технике.
- Экстрасинусная техника (фото С): Введённая Мильорансой в 2006 году, эта техника предусматривала размещение имплантата вне гайморовой пазухи, что привело к улучшению протетического позиционирования, уменьшению инвазивности операции и сокращению времени восстановления.[5] Миллиоранка и др. опубликовал статью об установке скуловых имплантатов экстрасинусовым методом. При использовании этой техники имплантат прикрепляется ближе к альвеолярному отростку на внешней части скуловой кости. Было высказано предположение, что фиксация имплантата к скуловой кости за пределами полости пазухи приводит к лучшему положению протеза, меньшей хирургической инвазивности и улучшению послеоперационного опыта.

### Клинические исследования и достижения
- С 1998 по 2008 год скуловые имплантаты устанавливались по двухэтапному протоколу: сначала имплантация, затем период заживления без нагрузки. В 2008 году Институт Рубена Даво представил концепцию немедленной нагрузки, которая позволила устанавливать протезы сразу после операции. В интервью Nobel Biocare Рубен Даво говорит: «Я начал применять скуловой подход ещё в 1999 году, работая вместе с профессорами П. И. Бранемарком и Шанталь Малевес. В то время у нас не было предсказуемого решения проблемы тяжёлой атрофии верхней челюсти, и мы были уверены, что ответом могут стать скуловые имплантаты. Результаты, которые мы увидели, были выдающимися с самого начала. Пять лет спустя я начал совмещать установку скуловых имплантатов с немедленной функцией. Собственно, этому и была посвящена моя докторская диссертация, которая стала одной из первых в мире публикаций по немедленной функции скуловых имплантатов…».
- 2004: Метод использования скуловых имплантатов для реализации концепции «All-on-four» был применён P. Malo.[6]
- 2010: Исследования Стивенарта и Мальвеза продемонстрировали возможность использования интрасинусной техники с немедленной нагрузкой и без неё.[7]
- 2011: Карлос Апарисио ввёл классификацию ZAGA для скуловых имплантатов, разделив их на категории в зависимости от анатомических особенностей скуловой кости.[8]
- 2012: Апарисио и Мильоранса опубликовали долгосрочные исследования, подтверждающие успех и надёжность скуловых имплантатов при использовании как интрасинусной, так и экстрасинусной техник.[9][10]
- 2014: Были введены новые модели имплантатов Zygoma-0 и Zygoma-45. Диаметр Zygoma-0 составляет 4,5 мм, а Zygoma-45 — 3,5 мм. Помимо этого, форма и положение ортопедической части имплантатов были усовершенствованы, что повысило эстетику и функциональность протезов.

Эволюция хирургических протоколов: Со временем изменились и хирургические протоколы. Ортопедическая часть имплантата была перемещена с неба на вестибулярную поверхность атрофированного альвеолярного отростка, что сократило длину консоли и повысило комфорт для пациентов.

### Сравнительные исследования
- 2018: Эспозито, Даво и коллеги провели рандомизированные контролируемые исследования, сравнивающие скуловые имплантаты с традиционными имплантатами в увеличенных альвеолярных гребнях, продемонстрировав преимущества скуловых имплантатов в плане более низких показателей отказов протезов и имплантатов.[11]
- 2018: Даво и его сотрудники провели однолетнее исследование, подтверждающее ранние выводы о преимуществах немедленной нагрузки скуловых имплантатов.[12]

### Скуловая имплантация в России
Метод скуловой имплантации в России является относительно новым, хотя и набирает популярность. Тем не менее, данный метод пока не получил широкого распространения. Это обусловлено, в частности, сложностью позиционирования таких имплантатов, что связано с риском ошибок и серьёзных осложнений, а также необходимостью анатомически обоснованного подхода к их применению. Первое упоминание про скуловую имплантацию в России отмечает Митрошенков Павел Николаевич в 2010 году в своей работе «Реконструктивная хирургия тотальных и субтотальных дефектов верхней, средней и нижней зон лицевого скелета: руководство для врачей».
Клиники, проводящие операции: На текущий момент в России существует несколько клиник, специализирующихся на скуловой имплантации. Они расположены в крупных городах, таких как Москва, Санкт-Петербург, Екатеринбург и другие. Эти клиники обеспечивают высокий уровень медицинского обслуживания и могут проводить различные виды скуловых имплантаций, включая операции с немедленной нагрузкой.
Обучение по скуловой имплантации:
Обучение по скуловой имплантации в России проводится ведущими челюстно-лицевыми хирургами и специалистами в области имплантологии. Обучающие программы включают теоретические и практические занятия, направленные на углублённое изучение хирургических методик, применяемых материалов и технологий. Основной упор делается на приобретение необходимого опыта и навыков для успешного проведения скуловых имплантаций. Так, первым в России, свой кадаверный курс по проведению скуловой имплантации Zygoma с практикой на биоматериале «КАПРИС» (Клинический анализ принципа работы имплантационных систем) провёл Сучков Денис Сергеевич. Первый курс прошёл в 2021 году при поддержке компании Nobel Biocare Russia на базе учебного центра SDS Clinic и старейшего вуза страны — Первого Санкт-Петербургского государственного медицинского университета им. акад. И. П. Павлова.

### Современное состояние и перспективы
Современная скуловая имплантация набирает значительную популярность среди специалистов челюстно-лицевой хирургии и их пациентов. С 2006 года этот метод перестал считаться экспериментальным, а с 2008 года рекомендуется для применения с немедленной нагрузкой. В настоящее время скуловая имплантация утвердилась как эффективная техника восстановительного лечения для пациентов с атрофией верхней челюсти. Непрерывные научные исследования и разработки нацелены на улучшение конструкции имплантатов, оптимизацию хирургических протоколов и разработку новых материалов для данной процедуры. Однако важно помнить, что данный вид имплантации является одним из самых сложных и требует значительного уровня обучения, обширного хирургического опыта и специализации в области челюстно-лицевой хирургии.

## Эволюция и технические характеристики Zygoma

### Эволюции имплантатов Zygoma от Nobel Biocare
- Первые имплантаты Бранемарка — это титан с механической обработкой.
- В 2006 году меняется дизайн шейки имплантата и появляется текстурированная поверхность.
- В 2010 появляется новое покрытие Ti-Unite, которое увеличивает площадь контакта с костью.
- В 2014 году были представлены новые конструкции имплантатов Zygoma-0 и Zygoma-45. ZYGOMA-0 имеет диаметр 4,5 мм, а ZYGOMA-45 — 3,5 мм. Кроме того, была оптимизирована форма и положение ортопедической части имплантата, что позволило улучшить эстетику и функциональность протезов. Главной отличительной чертой является отсутствие резьбы на теле имплантата, но остаётся обработка Ti-Unite.
- В 2024 компания Nobel Biocare представила новый набор инструментов и покрытие тела имплантата Ti-Ultra, что привело к улучшению их характеристик и оптимизации процесса установки снижением травматичности и повышением комфортности.

Другие производители также выпускают скуловые имплантаты, которые могут различаться конструктивными особенностями. Некоторые из них применяют полностью полированную поверхность, что не совсем соответствует принципам остеоинтеграции. Однако считается, что шероховатая поверхность способствует лучшей интеграции с костью.
Имплантаты Zygoma значительно усовершенствовались в своём дизайне и покрытии. Они выпускаются в размерах от 30 мм до 52,5 мм. Верхняя часть имплантата, которая крепится в скуловой кости, имеет диаметр 3,5 мм, расширяясь до 4,2 мм в области десны.
Имплантат устанавливается в скуловую кость под углом, фиксируя верхушку на глубине от 10 до 20 мм. Несмотря на минимальный диаметр в этой области, этого достаточно для обеспечения стабильности под немедленной и постоянной нагрузкой. Угол наклона имплантата составляет 45 градусов, что делает его подходящим для большинства клинических случаев. Скошенная платформа позволяет закреплять ортопедические компоненты под тем же углом, компенсируя наклон имплантата и обеспечивая вертикальное направление абатмента. Прочное соединение имплантата, абатмента и протеза укрепляет конструкцию, предотвращая поломки.

### Конструктивные особенности
Скуловой имплантат состоит из трёх основных частей:
- Верхняя часть: Закрепляется в скуловой кости с помощью резьбы для надёжного крепления.
- Тело: Средняя часть имплантата, проходящая через гайморовую пазуху.
- Нижняя часть: Соединяется с протезными компонентами, такими как абатменты и коронки.

Поверхность имплантата играет ключевую роль в его интеграции с костной тканью. Компания Nobel Biocare разработала два типа поверхностей для своих скуловых имплантатов:
- Резьбовая часть: Оснащена специальной резьбой, увеличивающей площадь соприкосновения с костью, что обеспечивает оптимальную первичную стабильность.
- Нерезьбовая часть: Покрыта специальным биосовместимым материалом, способствующим регенерации костной ткани и формированию прочного соединения между имплантатом и костью.

Тело имплантата Zygoma не имеет резьбы, поскольку она не требуется для фиксации в кости. Вместо этого поверхность имплантата шероховатая, что способствует образованию костной ткани и повышает его механическую стабильность. При обнажении металлической поверхности её можно легко заполировать для поддержания гигиены.

## Виды имплантации Zygoma
1. Zygoma имплантаты в сочетании с обычными:

- 2 скуловых и 2 обычных в переднем отделе в области клыков.
- 2 скуловых и 4 обычных в переднем отделе (область клыков и резцов).

2. 4 скуловых имплантата (квадрозигома)-
3. 1 скуловой имплантат и 2 обычных при реабилитации отсутствия зубов с одной стороны.
Приведённые выше способы запротоколированы Бронемарком. Другие способы не апробированы, но встречаются на просторах интернета

## Преимущества Zygoma
О преимуществах скуловой имплантации Zygoma не раз в статьях и интервью рассказывал Рубен Даво, признанный эксперт в области скуловой имплантации и сложных оральных имплантаций, работающий медицинским директором в Институте Даво в Аликанте, Испания.
Цитата из интервью с Рубеном Даво:
Каковы основные преимущества для пациентов, связанные с лечением скуловыми имплантатами?
Р. Даво: «Это совершенно невероятно для пациента, польза огромна. Ранее для пациентов с тяжёлой резорбцией верхней челюсти трансплантация была неизбежна. Скуловой доступ позволяет избежать трансплантации и сократить время и затраты на лечение, что, в свою очередь, может повысить приемлемость лечения. После скулового лечения улучшение качества жизни резкое. До лечения у этих пациентов наблюдаются нарушения полости рта, что может привести к множеству психологических, социальных и функциональных проблем. По моему опыту, после лечения качество жизни может нормализоваться. Это замечательно.»

### Преимущества скуловой имплантации
- Быстрая восстановительная функция: Пациенты могут получить фиксированный протез сразу после имплантации, избегая долгого периода ожидания.
- Минимизация рисков: Исключение костной пластики и установки множества коротких имплантатов снижает вероятность осложнений.
- Высокая надёжность: Имплантаты устанавливаются в прочную, здоровую кость, что обеспечивает их стабильность и долговечность.
- Экономичность: Совмещение скуловых и обычных имплантатов сокращает количество необходимых имплантатов и уменьшает общие сроки лечения.
- Немедленное использование: Протез может быть установлен сразу после имплантации, позволяя пациентам сразу пользоваться зубами.

### Отличия от традиционных методов
Традиционные методы включают костную пластику и установку множества коротких имплантатов, что требует длительного времени на приживление и увеличивает риск осложнений. Скуловая имплантация не требует костной пластики и большого количества имплантатов, так как они устанавливаются в прочную скуловую кость, обеспечивая стабильность и возможность немедленного протезирования.

## Этапы скуловой имплантации
Процедура скуловой имплантации Zygoma включает несколько этапов, начиная с предварительной диагностики и заканчивая плановыми осмотрами. Каждый из этих этапов играет важную роль в успешности процедуры и дальнейшем восстановлении пациента.
1. Дооперационный этап

До проведения скуловой имплантации важно пройти обязательную консультацию с врачом, на которой проводится всесторонняя диагностика для определения показаний, противопоказаний и возможных рисков.
Обязательными дооперационными процедурами являются:
- Компьютерная томография — для оценки состояния гайморовой пазухи, качества и объёма челюстной кости.
- Сдача анализов (общий анализ крови, биохимический анализ крови (АЛТ, АСТ, креатинин, мочевина, общий билирубин), коагулограмма (протромбин по Квику, фибриноген), ЭКГ с расшифровкой.
- Телерентгенограмма ТРГ (снимок черепа, боковая проекция) для расчёта положения челюсти. Дополнительно может потребоваться проведение МРТ височно-нижнечелюстного сустава, если в ходе предыдущих анализов обнаружатся патологии.

Перед операцией изготавливается прототип временного зубного протеза, который будет установлен на имплантаты сразу после операции или на следующий день.
1. Операция

Операция по установке скуловых имплантатов может выполняться под местной анестезией или в сочетании с внутривенной седацией, что облегчает процедуру и влияет на более эффективное и качественное восстановление в послеоперационный период.
Операция подразумевает установку 4 скуловых имплантатов, которые в случае необходимости могут быть дополнены обычными имплантатами.
Зубы, которые необходимо удалить перед установкой имплантатов, удаляются максимально щадящим образом для сохранения костной структуры.
Сама операция обычно длится 2 — 4 часа, в конце устанавливаются ортопедические компоненты и временный протез.
1. Послеоперационный период

Для качественного восстановления после операции и приживления имплантатов требуется в течение 4-х месяцев регулярно посещать лечащего врача.
Рекомендуемая частота:
- Через 2 недели: проводится первичная оценка заживления.
- Через 2 месяца: проверка состояние мягких тканей, а также, в случае необходимости, корректировка временного протеза для улучшения дикции.
- Через 4 месяца: принятие решения об установке постоянного протеза.

1. Постоянное протезирование

Этап установки постоянного протеза занимает около 2-4 недель. Пациент всегда остаётся с зубами, так как установленный ранее временный протез снимается только на время проведения манипуляций. Постоянная конструкция фиксируется точно и надёжно, её форма, цвет и прикус подбираются индивидуально.
Немаловажным этапом являются плановые осмотры, в ходе которых можно вовремя выявлять и лечить любые патологические процессы, что продлевает срок службы протеза и имплантатов. Такие осмотры рекомендуется проводить не реже 2 раз в год.

## Рекомендуемая литература
- Brånemark, P. I., Gröndahl, K., Öhrnell, L. O., Nilsson, P., Petruson, B., Svensson, B., … & Nannmark, U. (2004). Zygoma fixture in the management of advanced atrophy of the maxilla: technique and long‐term results. Scandinavian journal of plastic and reconstructive surgery and hand surgery, 38(2), 70-85.
- Davó R., David L. Quad zygoma: technique and realities //Oral and Maxillofacial Surgery Clinics. — 2019. — Т. 31. — №. 2. — С. 285—297.
- Migliorança R. M. et al. History of zygomatic implants: A systematic review and meta-analysis //Dent Oral Craniofac Res. — 2019. — Т. 5. — С. 1-9.
- Ленская, П. А., Сучков, Д. С., Зубарева, А. А., Копыл, Ю. А., & Семёнов, Д. Ю. (2015). Применение скуловых имплантатов с немедленной нагрузкой в лечении пациентов с тотальной атрофией альвеолярного отростка верхней челюсти. Head and Neck/Голова и шея. Российское издание. Журнал Общероссийской общественной организации Федерация специалистов по лечению заболеваний головы и шеи, (4), 61a-61a.
- Музыкин М. И. и др. Оценка выживаемости скуловых и корневых дентальных имплантатов //Кубанский научный медицинский вестник. — 2016. — №. 4. — С. 90-94.
- Сокирко, Е. Л., Ленская, П. А., Гольдштейн, Е. В., Сучков, Д. С., Абсава, К. А., & Колчанов, Г. М. (2018). Хирургические осложнения скуловой имплантации и пути их профилактики. Институт стоматологии, (2), 73-75.